# Port d'armes

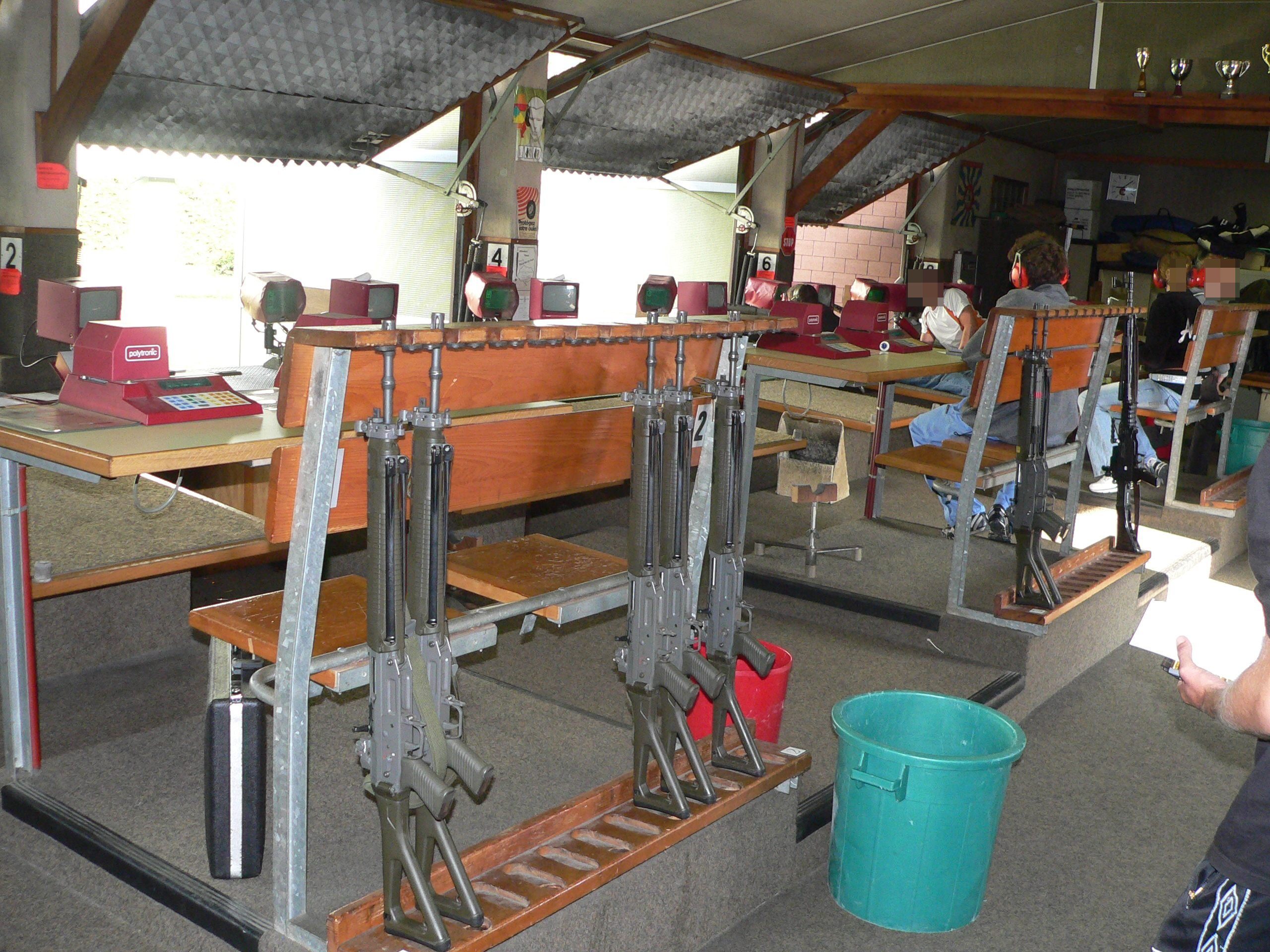
Le stand de tir de Versoix dans le canton de Genève, Suisse ; équipé pour l'entrainement obligatoire aux armes de service, pour le sport ou la compétition.

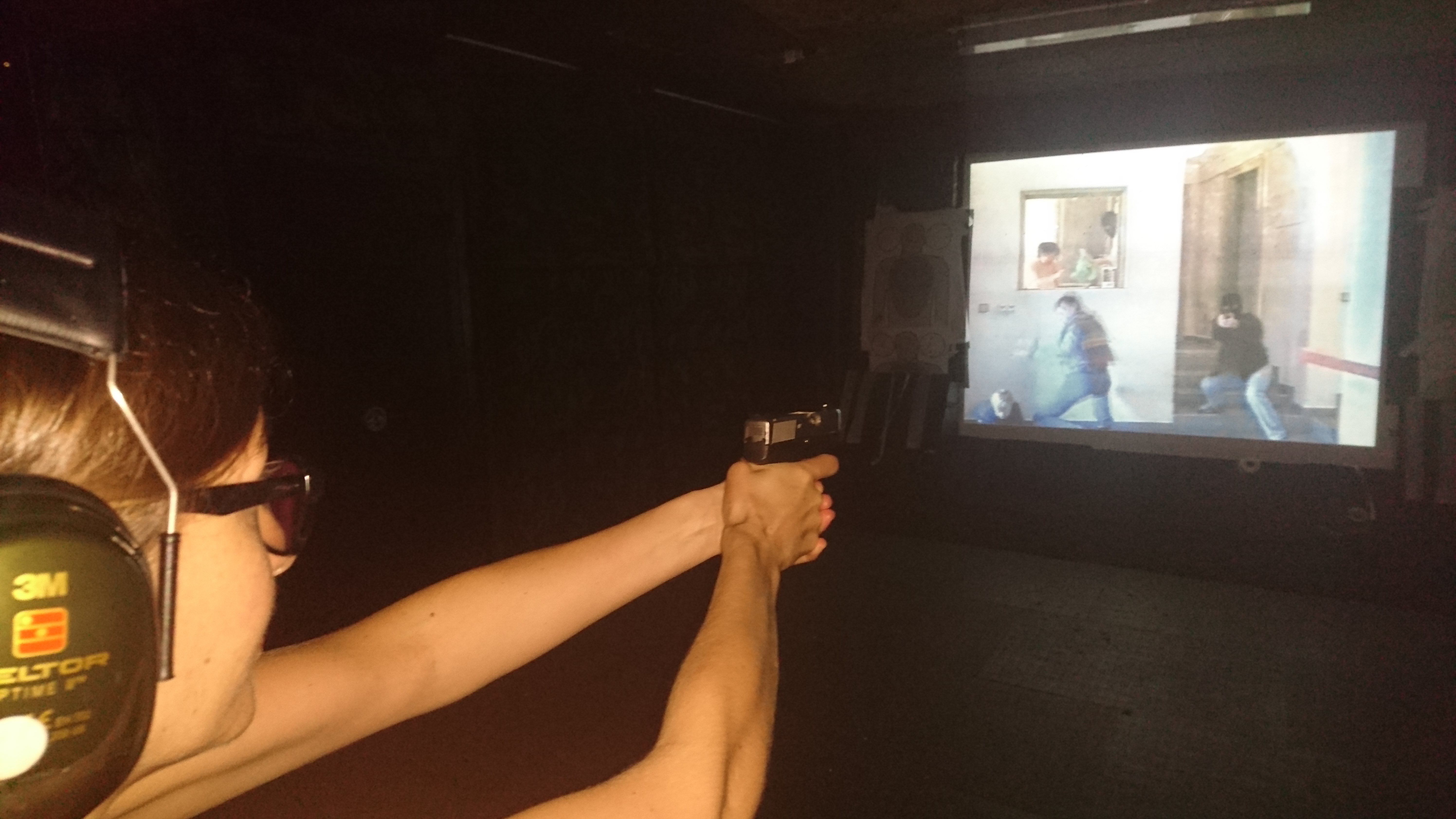
Une femme s'entraine au tir de défense à Prague en République tchèque

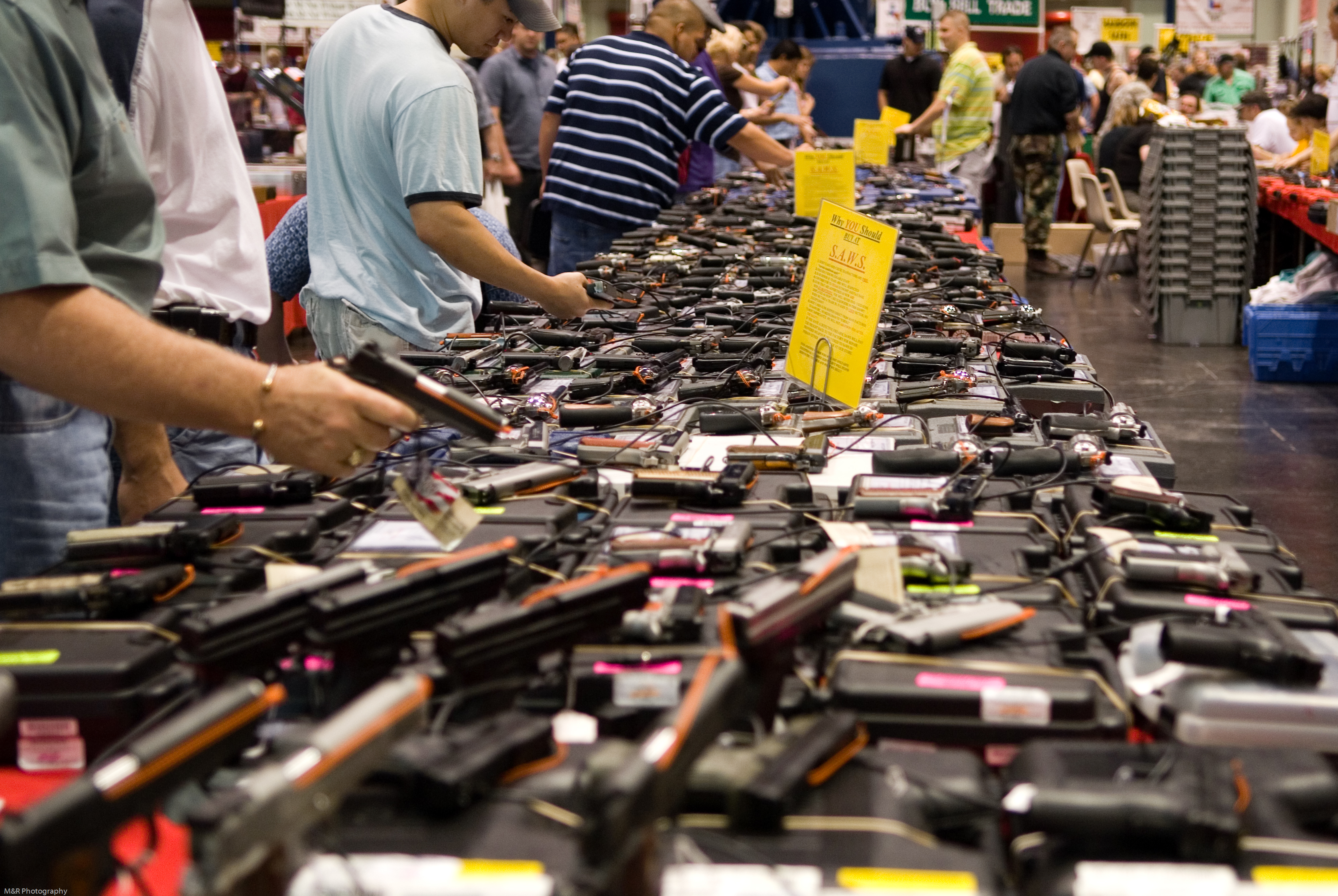
Bourse aux armes aux États-Unis

Le port d'armes ou droit de port et possession d'arme est la situation par laquelle un individu est équipé d'une ou plusieurs armes, pouvant être chargées, ou armées, ainsi que son traitement légal.

## Port d'arme illégal

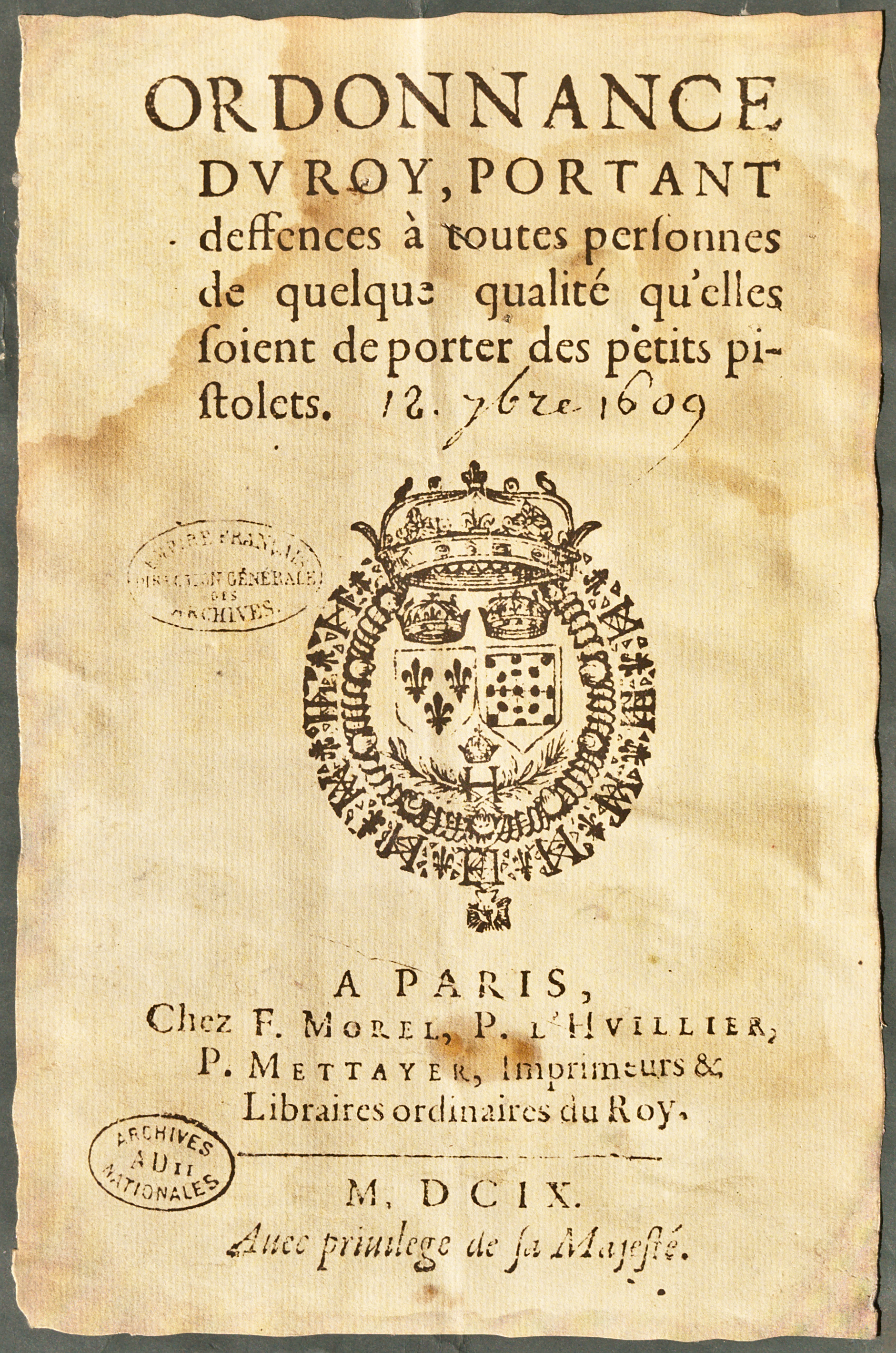
En 1609, Henri IV interdit le port des pistolets.

Dans la plupart des pays, le port d'armes qu'elles soient à feu, contondantes ou coupantes, est réglementé et le contrevenant s'expose à des poursuites.
En France, le port d'arme a été interdit en 1939, à la veille de la Seconde Guerre mondiale, puis maintenu par la France de Vichy et jamais libéralisé depuis. Il est aujourd'hui interdit d'avoir une arme à feu sur soi dans le domaine public (sauf pour la chasse ou d'autres activités fortement règlementées).
Le port d'arme à feu existe en France, est soumis à une autorisation très marginale (si on exclut le port d'armes lors d'actions de chasse).
Le port d'armes blanches ou contondantes en France est illégal sans autorisation, cependant il peut y avoir des exceptions en cas de motif légitime,.
La défense n'est en général pas acceptée comme motif car s'armer avant d'être de fait en situation de légitime défense est considéré comme étant prémédité, les armes des contrevenants sont généralement confisquées, et le porteur sanctionné.

## Port d'arme légal

### Armes non à feu
Les armes de catégorie D sont les armes coupantes (poignards, couteaux-poignards), contondantes, chimiques (pepper spray) ou encore électriques ; dans certains cas l'obtention d'une licence ou d'une autorisation spéciale est nécessaire. En France, majorité des armes de catégorie D sont d'acquisition libre mais le port en public de ces armes est interdit, sauf motif légitime. Prétendre que l'arme servirait à mieux affronter une altercation ou un danger ne constitue pas un motif légitime car dans les faits, beaucoup de porteurs d'armes de catégorie D n'ont aucune formation à leur usage et n'ont pas d'antécédents justifiant leur port.

### Armes à feu
Il convient de distinguer le port apparent (open carry) du port dissimulé (concealed carry) qui sont en général réglementés différemment.
Dans la plupart des pays, les forces de maintien de l'ordre portent des armes. Il est également possible que des professionnels de la sécurité y aient accès (en général après délivrance d'une autorisation spéciale renouvelable).
Le port d'arme pour la défense civile est en général strictement réglementé, voire interdit. Certains pays comme la France ou la Belgique exigent que la personne souhaitant porter une arme, hors tir sportif, prouve qu'elle soit suffisamment en danger pour que le port d'une arme à feu soit justifié.
D'autres pays délivrent l'autorisation selon une procédure n'exigeant pas de preuve du danger. C'est le cas de certains états des États-Unis. Cette procédure peut être plus ou moins longue mais aucun pays ne délivre un permis de port d'arme sans au moins une vérification d'identité et du casier judiciaire. Même aux États-Unis, rare pays où les armes sont souvent en vente libre, l'achat d'une arme est au moins précédé d'une vérification des fichiers de la police, réalisée en général au moyen de l'ordinateur à l'armurerie,.
Les partisans de la libéralisation du port d'arme à feu estiment que la présence d'armes entre les mains des gens honnêtes aurait un effet dissuasif sur les criminels violents. Selon eux toujours, le port d'arme permettrait d'annuler des inégalités naturelles, de garantir un droit et une liberté individuelle en tout temps.
Les opposants à la libéralisation pensent, quant à eux qu'un plus grand nombre d'armes induira une augmentation de la violence, en se basant notamment sur les chiffres des homicides sur le continent américain (taux d'homicides de 6,1/100 000 habitants aux Etats-Unis en 2020 contre 1,4/100 000 en France, soit plus de 4 fois moins) , ou craignent que les porteurs d'armes s'auto-attribuent plus facilement une mission de justiciers voire de milice. D'autres idées moins extrêmes que l'interdiction pure et simple du port d'arme par les civils voudraient mettre en place un contrôle et une régulation plus juste, afin de limiter leur prolifération.

#### Impact sur la criminalité
Aux États-Unis, la majorité des études se mettent d'accord sur le fait qu'un plus grand nombre d'armes, non régulé, sans restriction sur le type d'armes, implique un plus grand nombre de délit.
Le taux de morts par arme à feu chute néanmoins dans les Etats où des restrictions existent (comme l’interdiction des fusils d’assaut, l’obligation d’entreposer l’arme dans un endroit sécurisé ou l’obligation de proposer un cran de sûreté).
Selon d'autres sources, les homicides peuvent être associées aux armes à feu, mais qu’il y a d’autres facteurs qui affecteraient le taux de violence (taux de chômage, la structure démographique de la population). De plus un haut taux de possession d’armes à feu n’est pas systématiquement associé à un taux d’homicide élevé.

#### Permis de port d'armes
Un permis de port d'armes est un document délivré sous certaines conditions à certaines personnes. Il convient de ne pas confondre le port et la détention. Un permis de détention autorise à posséder une arme (par exemple en vue de tirer sur une cible dans un stand de tir) mais celle-ci ne peut être chargée lors du transport et doit dans certains pays être transportée neutralisée (par exemple au moyen d'un verrou de pontet). Il fait partie des instruments privilégiés du contrôle des armes à feu dans un pays donné.

##### États-Unis
Aux États-Unis, le port d'une arme cachée est réglementé. En 2016, 14,5 millions de permis de port d'armes dissimulés sont en circulation. La proportion d'individus portant une arme en public ou ayant un tel permis varie d'un État à l'autre. Dans certains états (Alaska, Arizona, Arkansas, Idaho, Kansas, Maine, Mississippi, Missouri, New Hampshire, Dakota du Nord, Vermont, Virginie occidentale, Wyoming), le port d'armes (dissimulé ou non) est un droit constitutionnel, rendant la nécessité du permis de port caduque. Certains de ces États continuent de les délivrer de façon automatique (shall issue), pour permettre aux résidents de ces États de porter leur armes là où un permis est requis. Il n'y a pas de réciprocité de permis de port au niveau national (national reciprocity), mais la réciprocité est possible d'un État à l'autre. D'autres États, tels que la Californie et le Colorado, ont des lois beaucoup plus restrictives vis-à-vis du port d'armes à feu.

##### France
En France, le droit de chasse était l’un des privilèges aboli par la Révolution. Le droit de porter une arme aurait dû être inscrit en tant qu'article 10 de la Déclaration des droits de l'homme et du citoyen sous l'initiative de Mirabeau comme suit : « Tout citoyen a le droit d’avoir chez lui des armes et de s’en servir, soit pour la défense commune, soit pour sa propre défense, contre toute agression illégale qui mettrait en péril la vie, les membres ou la liberté d’un ou plusieurs citoyens ». Mais il ne fut pas retenu car jugé évident par le Comité des Cinq. La « démocratisation » du droit de chasse à la Révolution va entraîner la prolifération d’armes à feu. Napoléon Ier décide alors en 1810 de juguler cette prolifération en généralisant la mise en place d’un permis de port d’arme à feu pour les armes de chasse à renouveler chaque année (certains préfets avaient déjà pris cette initiative dès 1800),.
Le port d'arme a été autorisé jusqu’en 1939 date à laquelle un décret à l’esprit « temporaire » a été signifié. Aujourd’hui une association milite pour le retour au port d'arme en France : l’ARPAC en souhaitant l’encadrer selon les lois actuelles de détention d’armes de catégorie B renforcé par une formation égale à celle des forces de l’ordre et l’obligation de port dissimulé. Leur projet implique cependant des changements législatifs (présentée comme « pistes de réflexion pour un changement législatif ») .
Il faut distinguer le transport d’une arme et le port d’une arme. Le transport d’une arme signifie que l’arme n'est pas « portée » (dans un étui fixé à un vêtement ou au porteur), n’est pas immédiatement utilisable (soit en recourant à un dispositif technique répondant à cet objectif: verrou de pontet, cadenas sur la mallette,... , soit par démontage d’une de leurs pièces de sécurité: canon ou percuteur) et ne soit pas immédiatement accessible (dans un contenant fermé type sac ou valise). Le port d’une arme est le fait de l’avoir sur soi et utilisable immédiatement. Le port d'arme peut être effectué de manière visible, via un étui à la vue de tous ou via une bretelle pour les armes d'épaule; ou de manière discrète, par exemple dissimulée derrière des vêtements
. Dans le cas d'une arme à feu, le transport implique en outre que l'arme ne soit ni approvisionnée ni chargée en munitions, et que ces dernières soient transportée dans un contenant distinct de celui de l'arme.
En France, les fonctionnaires et agents des administrations publiques chargés d’une mission de police sont autorisés à en porter dans l’exercice de leurs fonctions, mais également à l’occasion de leurs fonctions, des armes et munitions [...] qu’ils détiennent dans des conditions régulières. Une précision est à fournir concernant la notion « à l’occasion de leurs fonctions » qui implique que l’agent n’est pas dans l’exercice de ses fonctions. On trouve de nombreux exemples en matière disciplinaire ; lorsqu’un agent commet une infraction au code de la route par exemple, il est susceptible de se voir attribuer une sanction disciplinaire en plus d’une sanction pénale quand bien même il n’est plus dans l’exercice de ses fonctions. Ce qui est applicable en matière disciplinaire l’est également dans le cadre du port d’arme et cette autorisation de port n’est donc pas uniquement liée au fait que l’agent soit dans l’exercice de ses fonctions.
En 2016, le ministre de l’Intérieur Bernard Cazeneuve annonce la prolongation après la fin de l’état d’urgence de l’autorisation pour les policiers d’être armés sur leur temps de repos (dans la limite de 48 h consécutives), sur la base du volontariat et sur le territoire métropolitain uniquement, sous réserve de porter également un brassard et leur carte professionnelle. Depuis 2019, ils ont également possibilité de pratiquer le tir sportif avec leur arme de service et des munitions achetées dans le commerce sous réserve qu'elles soient comptabilisées.
Quiconque, hors de son domicile et sans autorisation, est trouvé porteur d’une arme de catégorie A ou B risque une peine de cinq ans d’emprisonnement et 5 000 € d'amende, ainsi que la confiscation de l'arme en question. Il est important de noter que la notion de port d'arme s'applique indifféremment du fait qu'une arme à feu soit approvisionnée en munitions ou non, les armes à feu étant des armes par définition.

##### Suisse
La Suisse compte une association active dans le domaine du droit de port et possession d'arme à feu : ProTell.
La Suisse est l'un des pays les plus armés au monde, avec une arme à feu pour 4 habitants en 2024,.

##### Brésil
La possession et le port d'armes à feu au Brésil ont toujours été des principes déduits, qui n'ont jamais été explicitement mentionnés par les textes constitutionnels. Déjà du temps du Brésil colonial, la population était armée et même encouragée à l'être par l'Empire qui prend place en 1822. Depuis, des débats parlementaires se tiennent régulièrement sur le sujet, sans déboucher sur une interdiction.
C'est à partir de 2003 que les gouvernements brésiliens succéssifs ont commencé à oeuvrer pour la limitation du port d'armes. En 2005, à l'issue d'un référendum, la population rejette à 63% la proposition d'interdire la vente et le port d'armes sur tout le territoire.
Durant son mandat, le président Jair Bolsonaro marque une rupture avec ses prédecesseurs en permettant la libéralisation de la vente d'armes à feu et de leur possession, promesse de campagne liée à son programme sécuritaire. Par le biais de plusieurs décrets, il augmente le nombre maximum d'armes par personne, contribuant par la même occasion à l'augmentation de la circulation d'armes et la multiplication des stands de tir.
Le président succésseur Lula Da Silva met dès septembre 2023 un coup d'arrêt à la prolifération d'armes à feu. Au moyen d'un nouveau décret, il revient sur les mesures prises les 5 dernières années. L'installation d'un stand de tir est désormais interdite à moins d'1 km d'une école. Certains types d'armes, comme les pistolets 9 mm, sont désormais interdits. Les conditions d'acquisition sont également plus restreintes, l'argument de défense personnelle étant par exemple exclu. Le nombre d'armes autorisés par personne passe à 2 au lieu de 4 avant la présidence de Bolsonaro.